# BLS

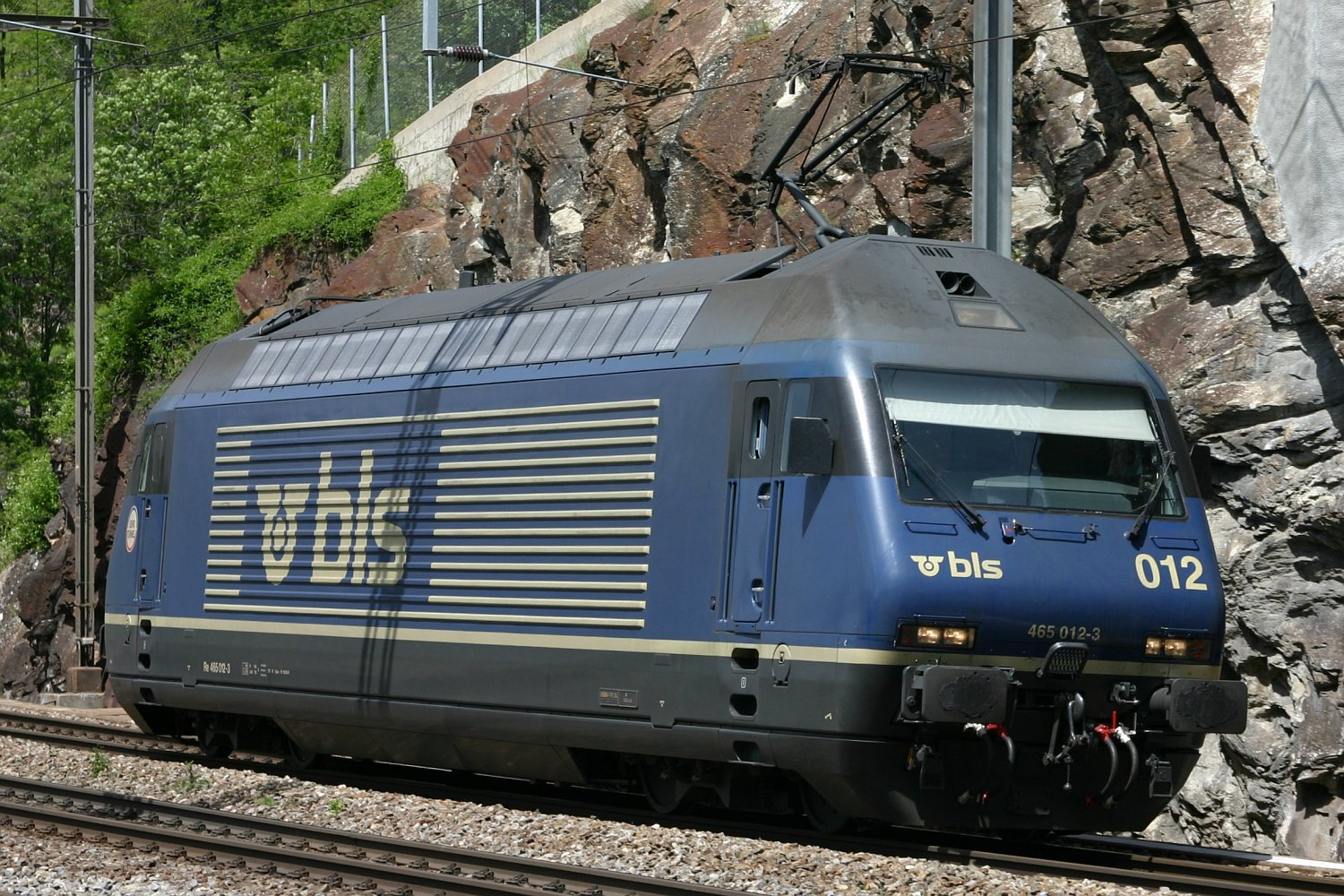
Re 465-012 i Lalden

BLS AG är ett schweiziskt järnvägsbolag grundat 2006 genom en sammanslagning mellan BLS Lötschbergbahn AG (BLS) och Regionalverkehr Mittelland AG (RM). Namnet kommer från BLS Lötschbergbahn AG och härstammar från det 1906 grundade järnvägsbolaget Berner Alpenbahngesellschaft BLS (Bern–Lötschberg–Simplon).
Bolaget har ett normalspårigt järnvägsnät på 440 km och är därmed den största privatbanan i Schweiz. Förutom egen trafik kör bolaget även pendeltågen kring Bern och Luzern. Huvudägare i BLS är kantonen Bern som äger 55,8% av bolaget och Schweiziska staten som äger 21,7%.

## Lok och motorvagnar

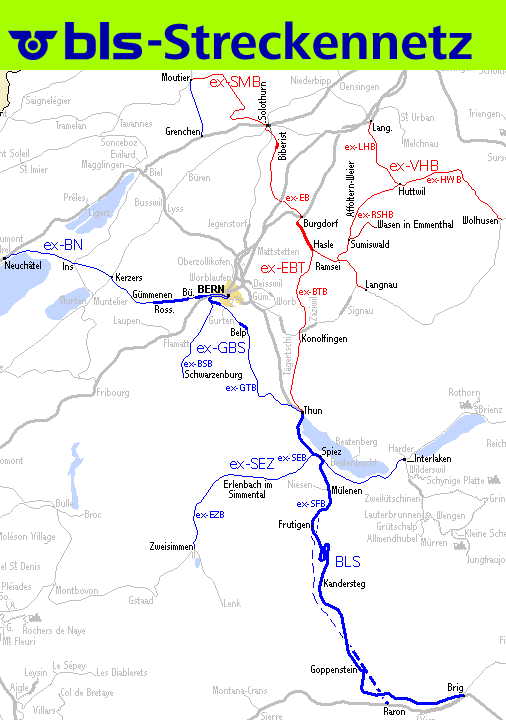
BLS AG:s järnvägsnät (blått = tidigare BLS-linje, rött = tidigare RM-linjer)

### Lok
- Ae 6/8 205, museilok
- Ae 4/4
- Ae 8/8
- Re 4/4 (Re 425)
- Re 420.5
- Re 465 (Lok 2000)
- Re 485 (Traxx)
- Am 843 (diesellok)

### Motorvagnar
- RABe 515 (MUTZ)
- RABe 525 (NINA)
- RABe 526 (GTW)
- RBDe 565 (NPZ)
- RBDe 566 II (NPZ)
- RBDe 566 I

## Båttrafik
BLS bedriver även båttrafik på Brienzsjön och på Thunsjön sedan 1913. Då tog man nämligen över Thunerseebahn som året innan hade fusionerat med "Vereinigte Dampfschifffahrtsgesellschaft für den Thuner- und Brienzersee".

### Trafikerade orter på Brienzsjön
- Brienz
- Brienz Dorf
- Giessbach
- Oberried
- Iseltwald
- Niederried
- Ringgenberg BE
- Bönigen
- Goldswil
- Interlaken Ost (Aare)

#### Flotta Brienzsjön
- DS Lötschberg
- MS Brienz
- MS Jungfrau
- MS Interlaken
- MS Iseltwald

### Trafikerade orter Thunsjön
- Interlaken West (Aare Schiffahrtskanal)
- Därligen
- Leissigen
- Neuhaus(Unterseen)
- Beatushöhlen-Sundlauenen
- Beatenbucht
- Merligen
- Faulensee
- Spiez
- Gunten
- Längenschachen
- Oberhofen
- Hilterfingen
- Hünibach
- Einigen
- Gwatt
- Casino Thun
- Schadau
- Thun (Aare Schiffahrtskanal)

#### Flotta Thunsjön
- DS Blümlisalp
- MS Berner Oberland
- MS Bubenberg
- MS Stadt Thun
- MS Beatus
- MS Niederhorn
- MS Schilthorn
- MS Stockhorn
- MS Spiez